# Rocca Malatestiana (Cesena)
La Rocca Malatestiana di Cesena è una fortificazione sulla sommità del colle Garampo,  circondata dal Parco della Rimembranza; è la terza rocca della città e venne costruita a poca distanza dalle rovine delle due precedenti risalenti all'epoca tardo-romana e medievale.

## Storia

### La prima rocca
La prima fortezza, detta "Rocca antica", si trovava più a monte, al Beccavento, sull'antico "castrum romanum", e venne distrutta da una frana provocata da una piena del fiume Savio intorno all'anno 1000.

### La seconda rocca
Successivamente ne venne costruita un'altra più a valle, detta "Rocca vecchia" e nota anche come "Rocca dell'Imperatore" perché vi soggiornò Federico Barbarossa. Nel 1357 Cia degli Ordelaffi, moglie di Francesco II Ordelaffi, signore di Forlì, vi sostenne l'assedio del cardinale Albornoz. La rocca venne distrutta venti anni dopo, nel 1377, dall'esercito dei Bretoni, guidati dal cardinale Roberto da Ginevra (futuro Antipapa Clemente VII), che saccheggiarono e incendiarono l'intera città in quello che rimase noto come massacro dei Bretoni.

### La terza rocca
Nel 1380 incominciarono i lavori di ricostruzione della rocca per iniziativa di Galeotto I Malatesta in modo da renderla un punto strategico per la difesa della città. I lavori vennero diretti inizialmente dall'architetto Matteo Nuti da Fano e ultimati da Cristoforo e Francesco Baldini da Ferrara; furono condotti in due tranche, la prima dal 1466 al 1470 e la seconda dal 1475 al 1477.
Nell'ottobre del 1432, dopo la morte prematura di Galeotto Roberto, a Cesena subentra Domenico Malatesta Novello, al quale si devono le grandi opere che hanno dato alla città l'impronta malatestiana che la caratterizzerà nei secoli futuri nella parte storica del centro urbano. In particolare nel 1441 Novello si dedicò assiduamente ai nuovi lavori per il rafforzamento e il rinnovamento della cinta muraria cittadina.

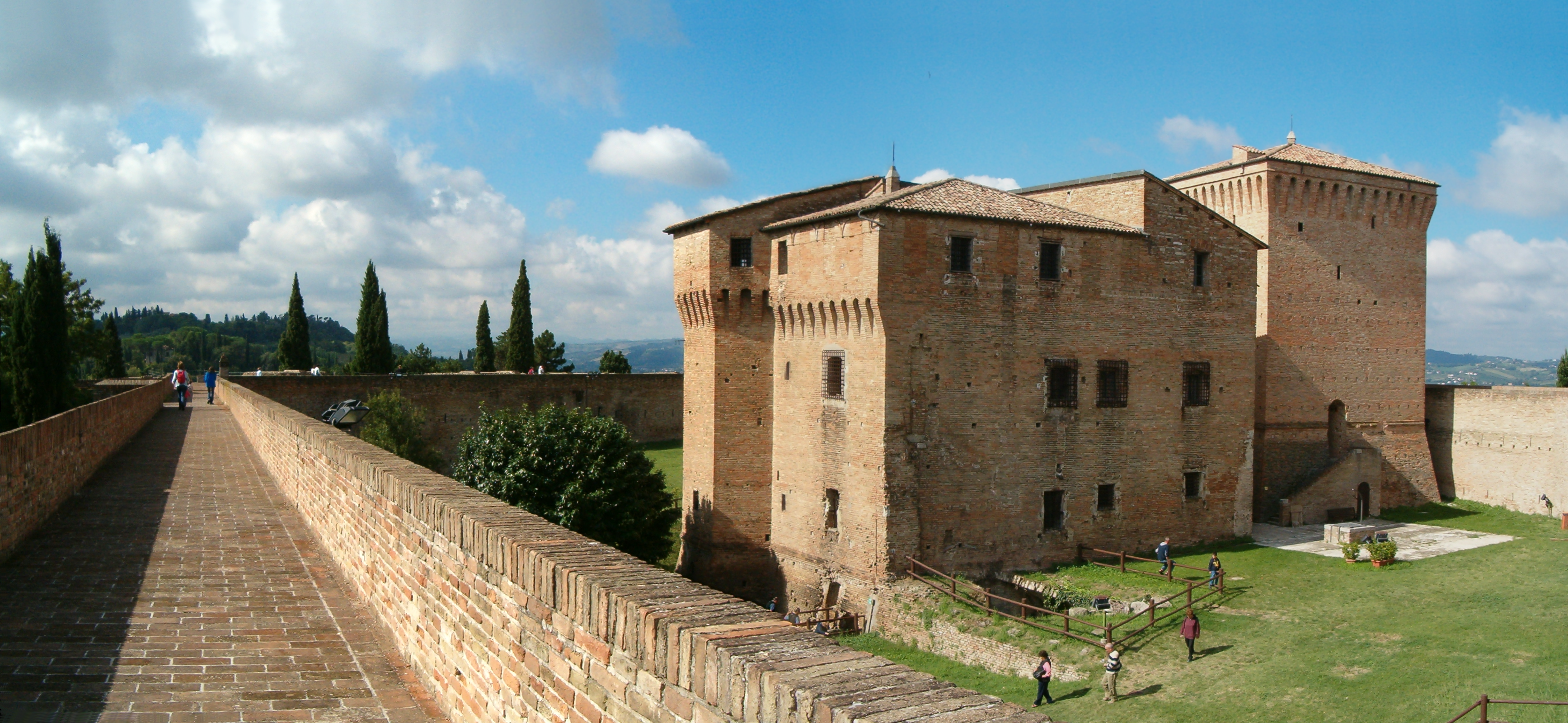
La fortezza vista dai camminamenti

#### Dopo Novello e Leonardo Da Vinci
Dopo la morte di Novello, avvenuta nel 1465, Cesena ritornò sotto la dominazione pontificia e il fortilizio d'epoca malatestiana fu completamente rinnovato, adeguato ai sistemi difensivi legati all'introduzione delle nuove armi da fuoco.
Nel 1500 Cesare Borgia, detto "il Valentino", eresse Cesena a "capitale" del ducato di Romagna, centro del suo potere. Trascorse nella rocca brevi periodi assistito dall'amico e sicario Michelotto Corella. Il duca desiderava che la moglie Charlotte d'Albret e la figlia Luisa stabilissero la residenza nell'appartamento signorile della fortezza. Nel 1502 giunse in città Leonardo da Vinci, al quale Borgia aveva conferito l'incarico di rilevare ed aggiornare le fortificazioni delle città di Romagna conquistate. Della sua attività ci restano i rilievi della cinta muraria, con annotazioni sulle due rocche, e il disegno dei rastelli che proteggevano la porta principale di accesso alla rocca Nuova. Certamente Leonardo approvò la soluzione adottata per la costruzione del nuovo sistema di bombardiere posto sul "muro grosso" della rocca Nuova. Queste postazioni, dette alla "franzosa", vennero ultimate nel giugno del 1503. La rocca Nuova di Cesena conserva, assieme agli aspetti tradizionali del sistema di fortificazione in uso nella seconda metà del Quattrocento, interessanti e particolari soluzioni difensive che furono adottate in tutta Italia nei primi anni del Cinquecento, in seguito alla diffusione delle armi pesanti, per contrastare il tiro potente delle bocche da fuoco.

#### Dal Settecento in poi

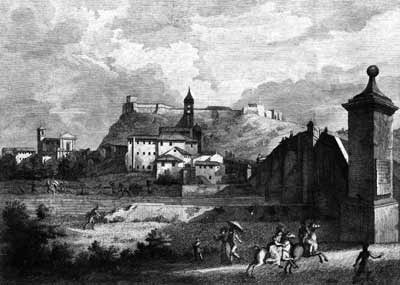
Antica stampa con Rocca Malatestiana e Ponte Vecchio

Fino alla fine del Settecento la Rocca mantenne la sua funzione di fortezza militare, ma dopo l'epoca napoleonica, attraverso lavori di modifica, venne trasformata in carcere sia all'interno del Maschio e della Femmina, sia nel Torrione del Nuti, così chiamata dal nome dell'architetto Matteo Nuti che la progettò.
Nei primi anni quaranta del XX secolo, su viale Mazzoni, è stato costruito un rifugio antiaereo dall'ingegnere Mario Tellerini. Il tunnel, lungo 60 m, largo 3 m e alto 4 m, è costruito in mattoni e in grado di ospitare 800 persone; è dotato di un impianto di aerazione, illuminazione, due latrine e di rifornimento idrico. Il 3 settembre 1944 i fascisti della XXV Brigata Nera "Arturo Capanni" fucilarono nello sferisterio della rocca otto partigiani.
La Rocca rimase carcere fino al dicembre del 1969 e solo nel 1970, quando il castello tornò al Comune, vennero eliminate alcune strutture della prigione.
Nel 1974 venne collocato nella Femmina il Museo della Civiltà Contadina che fino al 1988 rimase l'unica parte visitabile dell'intero complesso. Dal 1989 per ripetuti interventi di recupero e di adeguamento alle norme di sicurezza e per continue iniziative di valorizzazione quali mostre, spettacoli, manifestazioni varie, la Rocca si è proposta all'attenzione di cittadini e turisti e nel giugno del 2003 sono stati riaperti i camminamenti interni alle mura e il Maschio. Nel 2008 la Rocca è stata al centro di un progetto di consolidamento e di restauro, che ha interessato in particolare le decorazioni pittoriche. Negli anni 2010 la Rocca è sede di alcuni eventi culturali ed è oggetto di visite guidate sia diurne che notturne.

## Descrizione

### Le mura

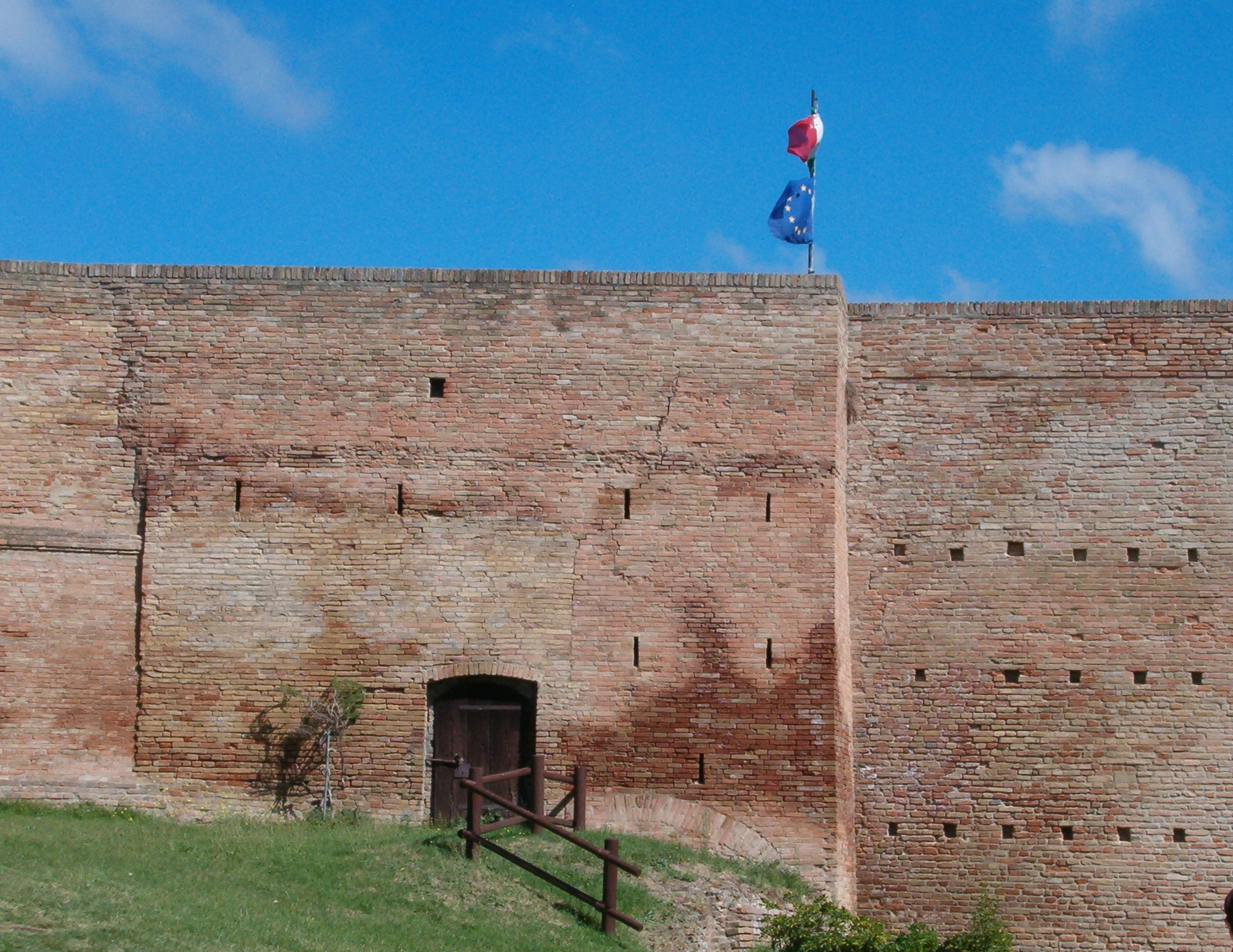
Particolare delle mura

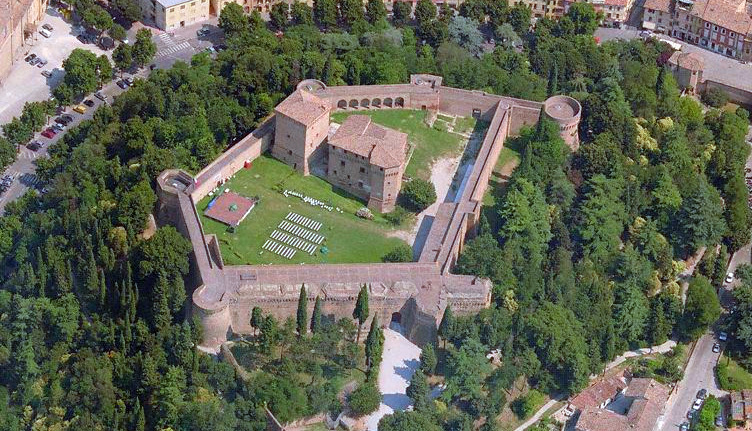
vista dall'alto

La mole della fortezza, a forma di esagono irregolare, con sette torri esterne di varia forma (circolare, rettangolare, poligonale) e due torri interne che svettano sulle grandi muraglie, si erge in cima al colle visibile da tutta la città e la pianura circostante. Data la posizione e la struttura della Rocca, ben presto si diffuse la fama della sua imprendibilità tanto che il frate eremitano di San Agostino Cornelio Guasconi nel suo poemetto "Diluvio successo in Cesena del 1525 a di 10 de luglio" così la descriveva:
Le mura all'inizio non erano piene all'interno, in seguito vennero riempite con terra per resistere meglio alle nuove tecniche di assedio, come ad esempio pallonate di cannone. 
entrando nel cortile interno, a destra si erge la lunga cortina est; a sinistra si stende il grande prato in pendio dominato dalle due torri, il Maschio e la Femmina; di fronte, in fondo alla corte bassa, sbarra il passo il grande cancello di ferro, antica entrata principale della fortezza.

### Le torriFemminaeMaschio

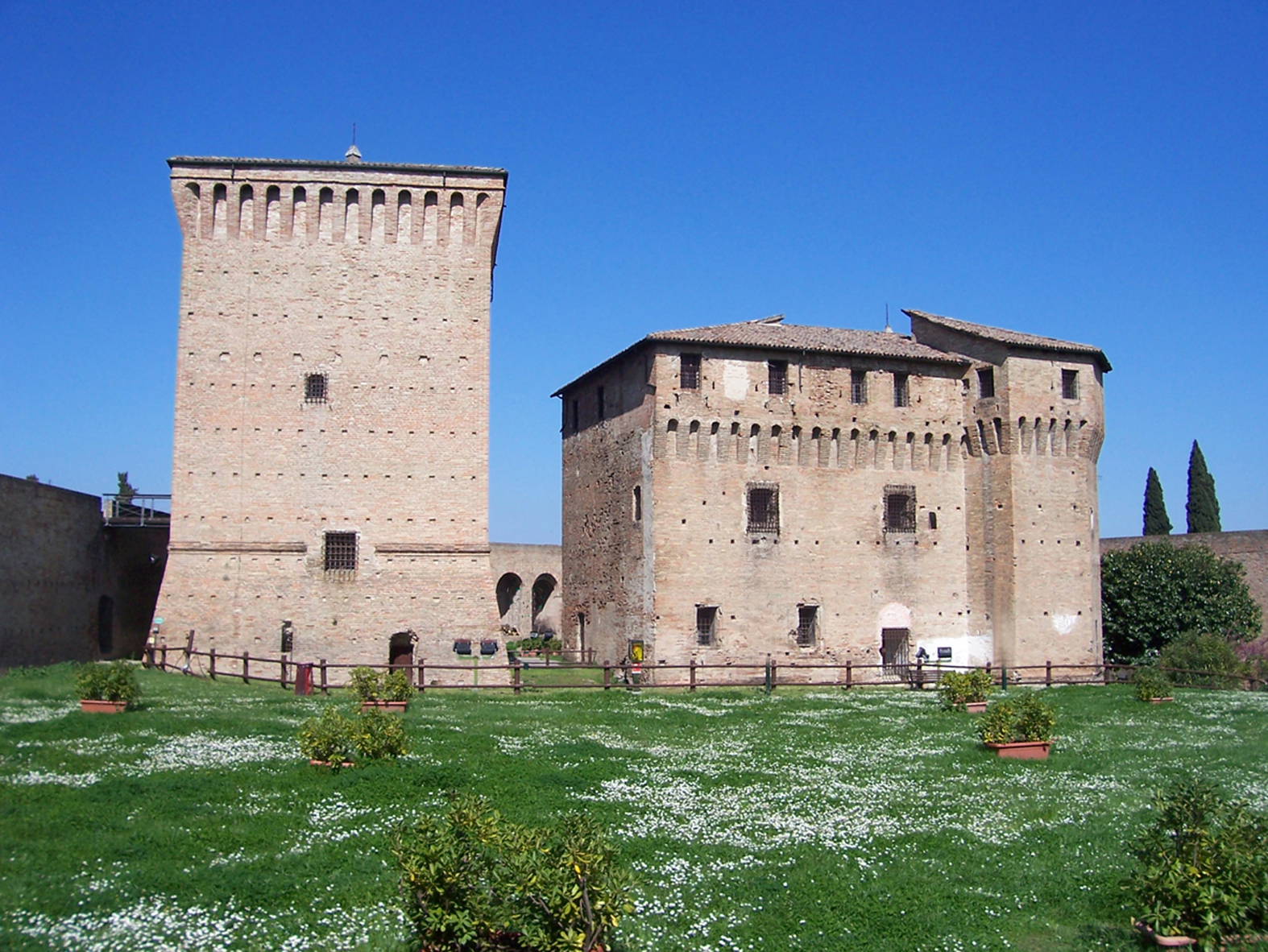
Il "maschio" e la "femmina"

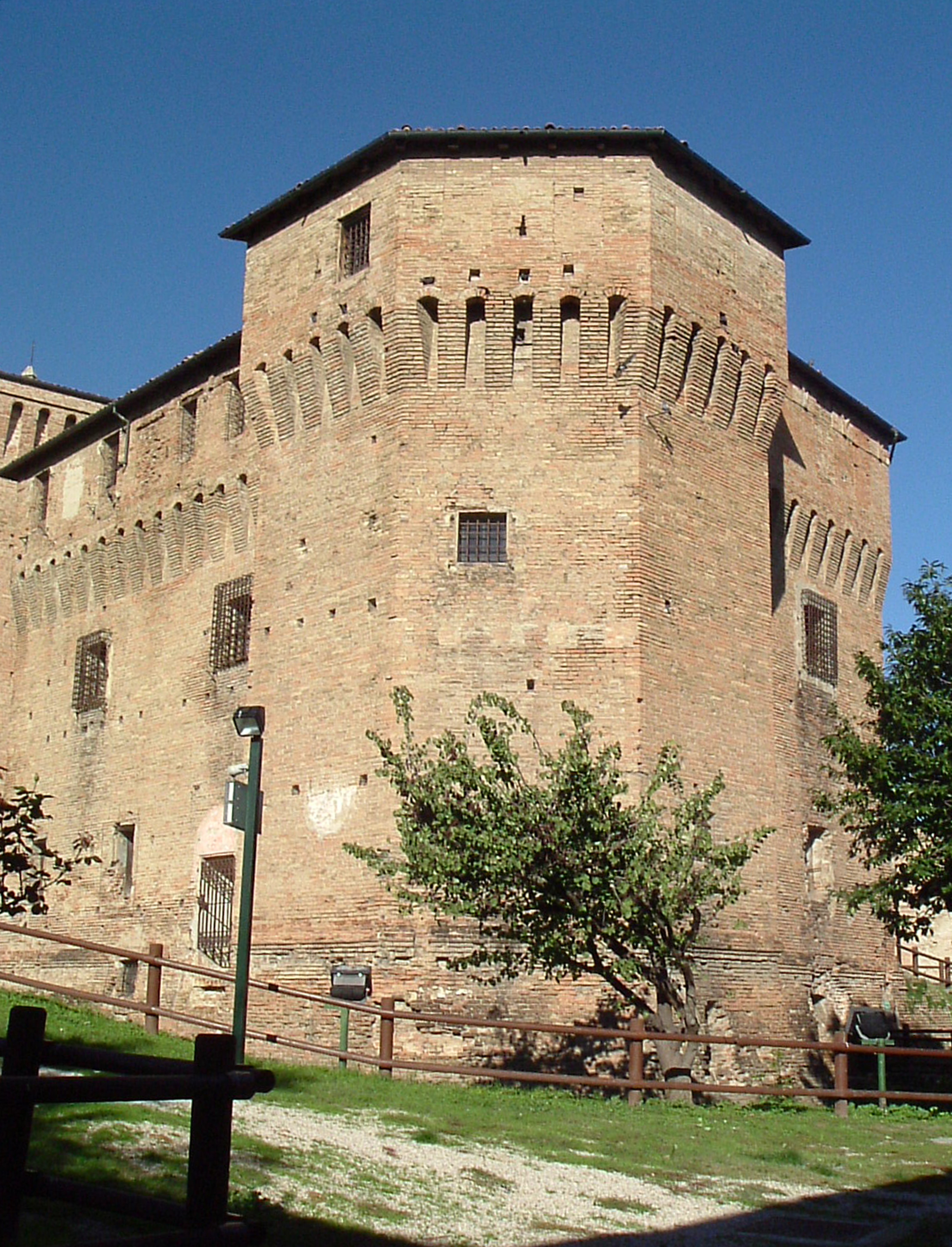
Torre femmina

Attraverso la corte bassa, si accede alla "Torre Femmina" dentro la quale è allestito il Museo Storico dell'Agricoltura. Al piano seminterrato, in due grandi ambienti a volta a botte sono conservati carri agricoli, calessi e attrezzi da lavoro. Interessante la raccolta di Caveje, perni in ferro battuto ornati da tintinnanti anelli, che avevano la funzione di bloccare il giogo dei buoi al timone del carro.
Al piano superiore si possono ammirare la ricostruzione di una cucina contadina e quella di una camera da letto. Si risale la scala e si prosegue fino al secondo piano dove nella sala dei telai sono esposte immagini e attrezzature che raccontano l'intero ciclo della canapa, dalla raccolta della canna fino alla tessitura della tela.
Nei locali attigui sono conservati attrezzi per il ciclo del grano, dai grandi aratri alle falci e ai setacci per la “spulatura”. Al terzo piano è ampiamente documentato l'intero ciclo dell'uva e del vino, sia con immagini, sia con attrezzature del passato. Inoltre è appena stata allestita la ricostruzione di un'antica falegnameria. 

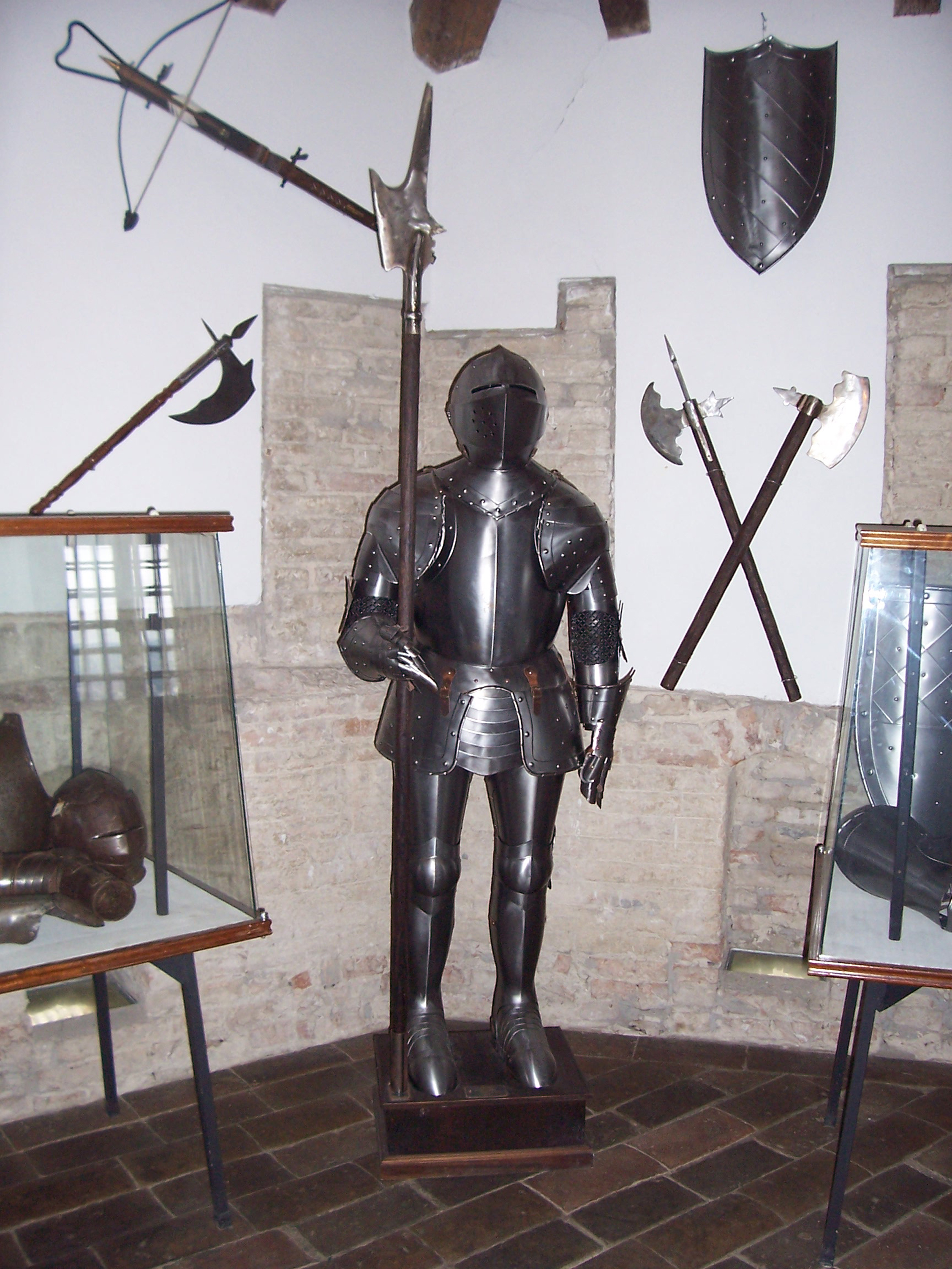
Armeria della rocca

Nella sala esagonale della torre d'angolo è alloggiata l'Armeria della Rocca con armature, elmi, lance, picche, alabarde, scuri, mazzafrusti, archi, balestre, scudi e spade. Su questo piano è possibile notare che lungo i muri sono presenti, anche se chiusi da vetri, dei piombatoi o beccatelli, che venivano usati per gettare sassi frecce o pece bollente sui nemici che tentavano di dare la scalata alla torre; nella parte alta del muro sono visibili gli antichi merli a coda di rondine che sono stati chiusi per la trasformazione della Rocca in prigione. Ai piani intermedi si aprono le piccole stanze esagonali della torretta che conservano altri attrezzi per le attività artigianali di supporto.
Nell'ultima sala prima di uscire sono esposte armi da fuoco di diverse epoche dal Cinquecento all'Ottocento.
Usciti dalla Torre Femmina si accede alla Torre Maschio grazie alla scala che introduce al piano rialzato. Un tempo la Torre non aveva collegamenti con il cortile e la porta attuale è stata tagliata nel mattone vivo, probabilmente al tempo della trasformazione della Rocca in carcere mandamentale. Ci si trova così nella stanza al piano rialzato, anticamente illuminata da due finestrelle sulle pareti est e nord; la grande finestra di fronte è stata tagliata anch'essa nel muro vivo, contemporaneamente alla porta. Questo ambiente oggi è adibito a mostre tematiche di ceramiche e maioliche ritrovate negli scavi archeologici del centro storico; periodicamente le mostre vengono rinnovate per epoche storiche.
Da questa stanza, su per la ripida scala, si sale a quella del Comandante della fortezza, che conserva i resti di un antico camino, nicchie alle pareti, sedili alle tre finestre, uno splendido soffitto a spirale e due porte d'ingresso. Una collegava il Maschio alla Femmina con un ponte levatoio, oggi non più esistente e l'altra permette ancora di scendere, con un ponte sospeso, sul bastione ovest. Sopra questa si possono notare, incastrati nel muro, i resti delle carrucole in legno che comandavano l'apertura e la chiusura del ponte levatoio.
Dalla stanza parte una scala interna al muro, che permette di accedere al piano superiore dove sono conservate due celle del sistema carcerario che presentano, sulle pareti, disegni ed iscrizioni lasciate dai prigionieri. Dalla torre maschio si scende, attraverso il ponte fisso, sul bastione ovest, dove incomincia la passeggiata panoramica sulle mura.

### I camminamenti interni

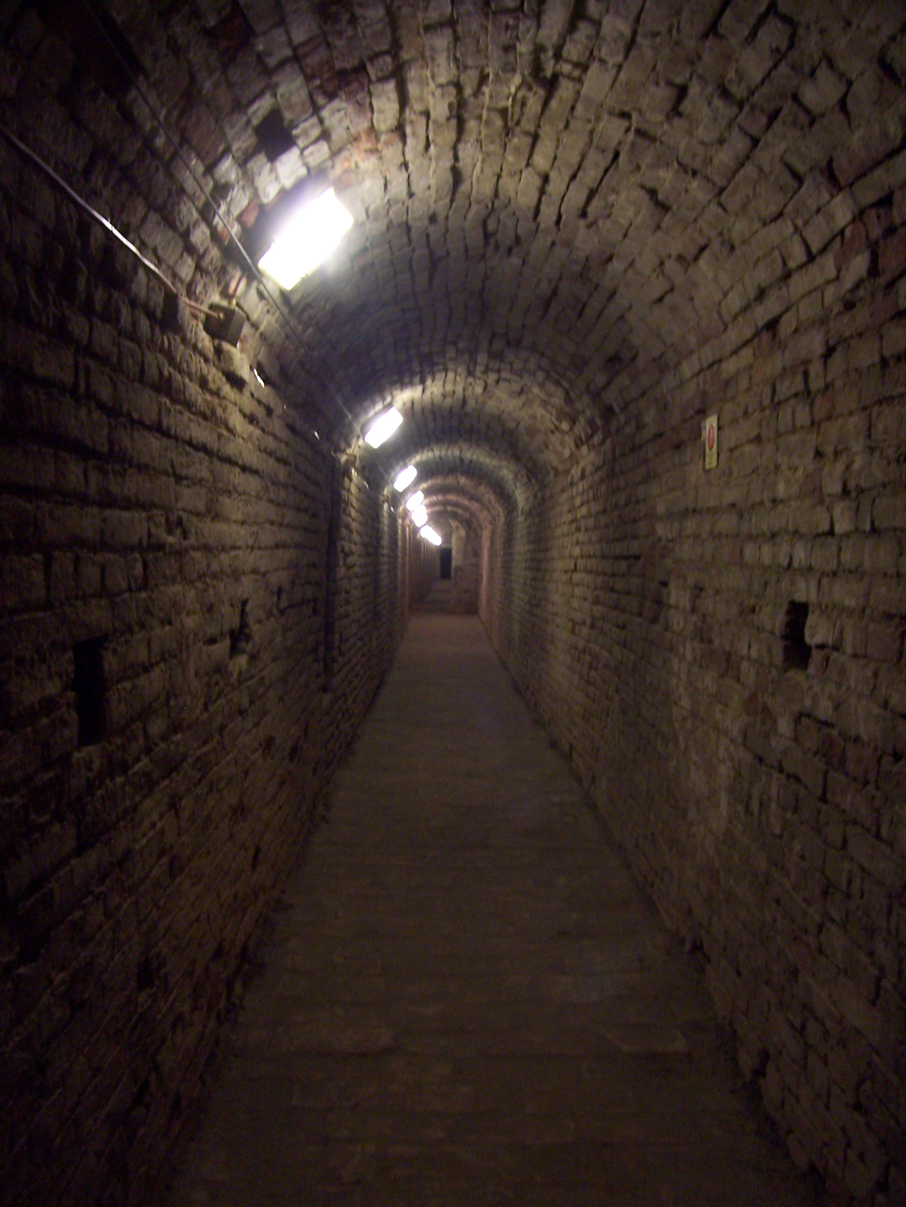
Corridoio "dei fantasmi"

I camminamenti interni, a cui si accede attraverso una piccola porta situata a metà della cortina est; ci si inoltra nel corridoio detto "del pozzo"; a metà percorso, infatti, si passa sopra la grata che chiude una cavità, di forma quadrata, che qualcuno ha definito il “pozzo dei rasoi”, ma che potrebbe anche celare uno dei tanto favoleggiati passaggi segreti sotterranei per fuggire dalla Rocca in caso di assedio. Proseguendo, si svolta a destra nel corridoio detto del Nuti, dal nome dall'architetto che l'ha progettato, lo stesso che ha realizzato la sala quattrocentesca della Biblioteca Malatestiana; in fondo si giunge alla stanza del piano intermedio della Torre di guardia.
Al suo interno si possono ammirare un armigero con la maglia di ferro e la sella con la quale si correva la “Giostra d'incontro” dall'epoca malatestiana fino al 1838. Si trattava di un torneo cavalleresco durante il quale quattro cavalieri, in rappresentanza dei quattro quartieri della città, si sfidavano allo scontro con la lancia in Piazza Grande, oggi Piazza del Popolo. Vinceva colui che disarcionava gli avversari o chi, dopo cinque scontri, aveva totalizzato il maggior numero di punti in base alle parti colpite dell'avversario. Nelle due spallette della finestra vi sono delle incisioni sui mattoni in caratteri strani, forse cirillici, lasciati da soldati di guarnigione alla Rocca. Spicca nitido il nome Giulio Croce. Ai lati della finestra si possono osservare due bocche da fuoco, murate dall'esterno in data imprecisata e lasciate chiuse anche durante i restauri degli anni settanta-ottanta.
Salendo la scala a chiocciola, si raggiunge il piano superiore, occupato da un'unica stanza di forma circolare chiamata “delle cannoniere” per la presenza di due postazioni per cannoni ancora aperte e con il camino di aspirazione del fumo dell'esplosione; la finestra al centro guarda verso la Basilica del Monte e la settecentesca Chiesa di Sant'Agostino; le due finestrelle sulla parete opposta, una delle quali è parzialmente chiusa da un muro di rinforzo costruito parallelamente a quello antico del corridoio, tengono sotto osservazione i lati esterni del muro. La scala a chiocciola continuerebbe fino a raggiungere gli spalti a cielo aperto, ma, per motivi di sicurezza e protezione, è chiusa da una cupola trasparente. Dalla “stanza delle cannoniere” parte il corridoio detto “del nano”, così definito perché è il più basso di tutta la struttura e costringe chi lo percorre ad avanzare con la testa chinata; se si fosse trattato di nemici invasori essi si sarebbero trovati in condizione di grande vulnerabilità senza potersi difendere. 

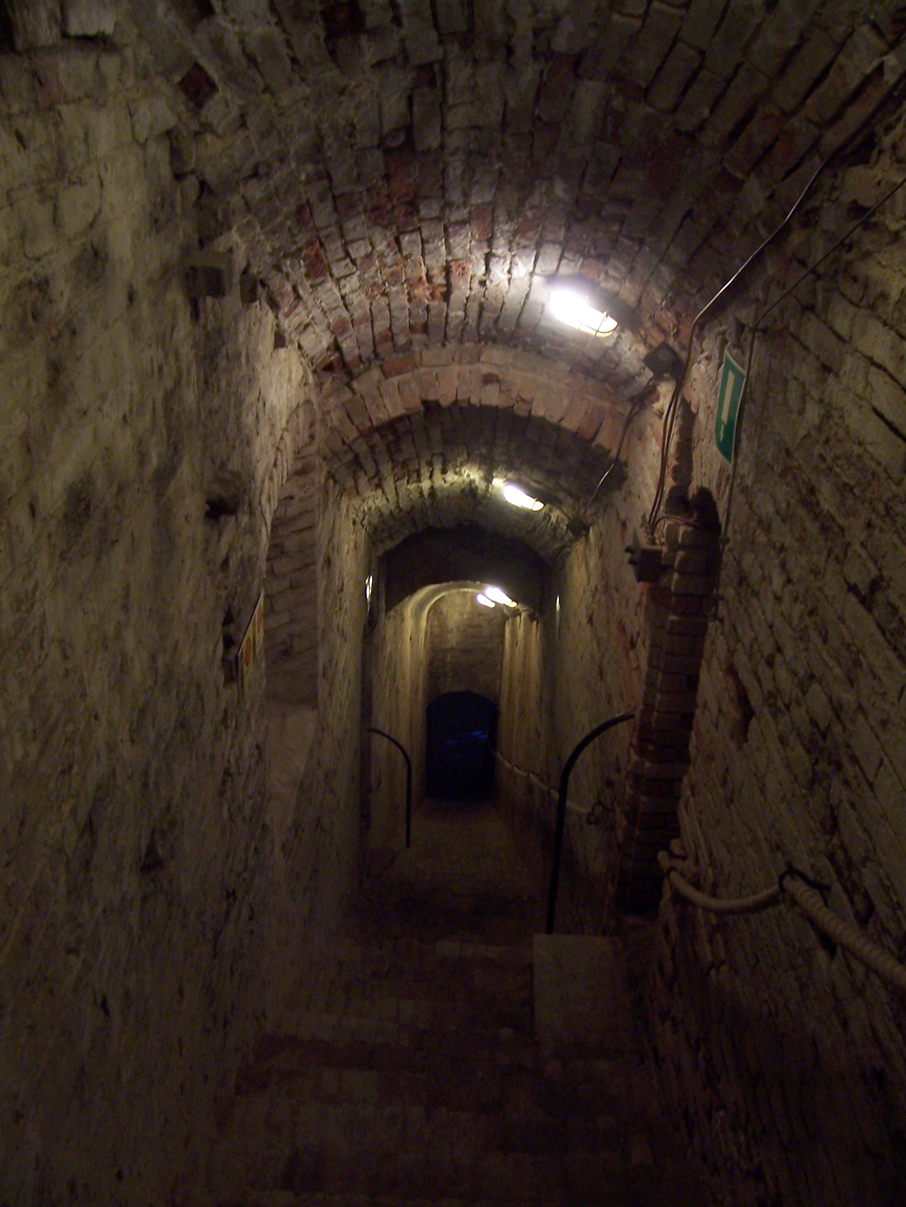
Scala che porta alla "Stanza delle torture

Alla fine del "corridoio del nano" si scende la scala a chiocciola fino a metà, si risalgono sulla sinistra i gradini della scala rettilinea, si giunge al piano superiore della cortina est e si apre davanti agli occhi il corridoio più lungo di tutti i camminamenti interni, circa 130 metri, illuminato naturalmente dalle feritoie che guardano verso il cortile interno. L'ultima parte del corridoio, comunemente noto come "Corridoio dei fantasmi" ha le feritoie ostruite dalla costruzione dell'edificio esterno che serviva come cucina del carcere, uffici e casa del custode. Proprio in quest'ultimo tratto in diverse occasioni si sarebbero verificati fenomeni paranormali che fanno parlare di “fantasmi alla Rocca”.
Al termine del corridoio si scende la lunga scala rettilinea di 42 gradini: a destra, vi sono l'innesto con la cortina sud e l'uscita sotto il voltone d'ingresso; a sinistra vi sono due stanzette della torretta d'angolo con due cannoniere. Percorrendo la scala fino in fondo, si scende nella stanza semicircolare di protezione dell'antico fossato, oggi interrato, la cui funzione è testimoniata da una feritoia d'osservazione, una bocca da fuoco ed una porta attualmente murata. La fantasia di qualcuno e vaghi riferimenti in antichi documenti l'hanno definita “la stanza delle torture” per la sua posizione sotto il livello del terreno e per la sua lontananza dalle due torri interne.
Risalita la scala ci si immette nella cortina sud, la più alta e naturalmente illuminata dell'intero percorso, in fondo alla quale si trova una vera e propria meraviglia della Rocca Malatestiana: la scala dei cavalli. Alta e monumentale è costituita da uno scivolo con cordoli per permettere ai cavalli di entrare dal fossato, risalire fino al livello dei cortili alti interni e raggiungere la corte della cisterna, che era la più protetta di tutta la struttura difensiva della fortezza. Questo tratto fa parte del prossimo lotto di lavori alla Rocca e potrebbe essere aperto al pubblico in tempi abbastanza contenuti.

### Gli spalti
Percorrendo gli spalti, si può notare la loro diversa larghezza, determinata dalla maggiore o minore possibilità di attacchi da parte dell'artiglieria nemica. Dagli spalti si scende sul prato che un tempo costituiva la piazza d'armi, dove i soldati si esercitavano alla guerra e che oggi è luogo di eventi culturali, folcloristici, teatrali e musicali.

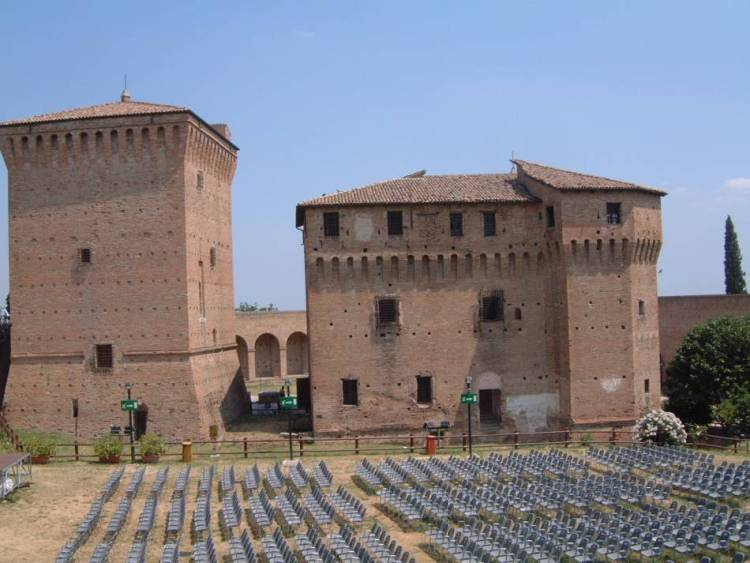
Sistemazione di sedie prima di un concerto.

## I musei

### Museo di storia dell'agricoltura

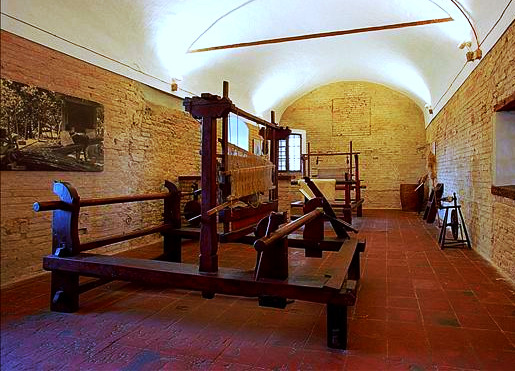
Una delle stanze espositive del museo dell'agricoltura

Il Museo di storia dell'agricoltura è un museo etnografico nato grazie alla donazione alla città dell'artista Mario Bocchini nel 1974. Rappresenta nel settore una delle collezioni più ricche dell'intera regione.
Collocato su tre piani all'interno del torrione "femmina" della Rocca Malatestiana, cui va aggiunto il piano interrato, il museo è uno specchio sull'attività che fin dalle origini ha segnato l'economia e la società cesenate: l'agricoltura.
Introdotto da una corposa parte storica, il museo è organizzato secondo i cicli produttivi che armonizzavano la vita campestre: il grano, il mais, la canapa, i mestieri della campagna, la vite e il vino, l'allevamento, i trasporti e infine la stanza degli oggetti. Ogni utensile o mobile è etichettato sia in italiano che in dialetto romagnolo.

### Spazio espositivo per mostre archeologiche
All'interno del torrione "maschio" è stato realizzato uno spazio espositivo per mostre archeologiche in cui vengono allestiti esposizioni di reperti del periodo malatestiano e rinascimentale, documenti di una vasta produzione artigianale che compie un ampio arco temporale, dal XIV secolo fino al XVIII secolo.